# Certificate Store
Ein Certificate Store dient dazu, digitale Zertifikate sicher auf einem Computersystem zu verwahren. Zertifikate können hierbei als nicht-exportierbar markiert werden, sodass ein Datendiebstahl des Zertifikats unmöglich gemacht wird. Der Certificate Store übernimmt in diesem Fall auch die Ausstellung von digitalen Signaturen.
Der öffentliche Teil des Zertifikats kann exportiert und in einem Certificate Trust Store eines Certificate Validation Services abgelegt werden, sodass Clienten des Certificate Validation Service die ausgestellten digitalen Signaturen überprüfen können.